# Clientis Bank im Thal
Die Clientis Bank im Thal AG (bis März 2007 Bank im Thal) ist eine im Bezirk Thal verankerte, 1885 gegründete Schweizer Regionalbank mit Sitz in Balsthal.
Ihr Tätigkeitsgebiet liegt traditionell in den Bereichen Hypothekarfinanzierungen, Zahlen, Anlegen und Vorsorge, Private Banking sowie Bankgeschäfte mit kleinen und mittleren Unternehmen.
Die Clientis Bank im Thal ist als selbständige Regionalbank der Entris Holding AG angeschlossen. Innerhalb der Entris Holding AG gehört sie zur Teilgruppierung der Clientis Banken.

## Geschichte
Das Bankinstitut wurde 1885 als «Sparverein Balsthal-Klus» gegründet. 1975 wurde der Sparverein mit der örtlichen Darlehenskasse zur «Bank in Balsthal» fusioniert. 1979 wurde die damals noch in Form einer Genossenschaft organisierte Bank in eine Aktiengesellschaft umgewandelt.
1994 folgte der Zusammenschluss mit der «Sparkasse Laupersdorf» und der «Sparkasse Matzendorf» zur «Bank im Thal», der sich 1995 der «Sparverein Holderbank» und 1998 die «Sparverein "Biene" Mümliswil AG» anschlossen. 2000 wurde die auf Immobilien spezialisierte Tochtergesellschaft «Immag Balsthal» integriert. 2007 wurde die Dachmarke «Clientis» mit in den Namen einbezogen und das Institut in «Clientis Bank im Thal AG» umbenannt.